# Kemps zeeschildpad
Kemps zeeschildpad (Lepidochelys kempii) is een schildpad die behoort tot de familie zeeschildpadden (Cheloniidae).
Kemps zeeschildpad is de kleinste zeeschildpad ter wereld en is daarnaast de sterkst bedreigde soort. De gemiddelde schildlengte is ongeveer 60 tot 70 centimeter. De schildkleur is altijd groengrijs en nooit roodbruin zoals bij andere zeeschildpadden voorkomt, de buikzijde is lichter tot wit. De schildpad leeft voornamelijk van krabben en andere kreeftachtigen en eet soms plantendelen. Vijanden zijn grotere vissen zoals haaien.
Het verspreidingsgebied is relatief klein in vergelijking met andere zeeschildpadden, die soms wereldwijd voorkomen. Kemps zeeschildpad leeft alleen in en rond de Golf van Mexico. De soort leeft langs de kust tot enkele tientallen kilometers daarvandaan in ondiepe wateren. De populaties van de Kemps zeeschildpad zijn een halve eeuw geleden gedecimeerd. Van de meer dan 45.000 nestelende vrouwtjes per jaar op een enkel strand waren er in de jaren tachtig slechts tweehonderd over. Door maatregelen van de Mexicaanse en Amerikaanse regering is de soort in de laatste decennia in aantal toegenomen.

## Naamgeving en taxonomie
Kemps zeeschildpad werd voor het eerst beschreven door Samuel Garman in 1880. Later werd de wetenschappelijke naam Chelonia dussumierii gebruikt en de soort is in het verleden ook onder de naam Thalassochelys kempii beschreven.
De huidige wetenschappelijke soortnaam kempii is een eerbetoon aan de Amerikaanse visser en natuurliefhebber Richard Moore Kemp die leefde van 1825 tot 1908. De wetenschappelijke geslachtsnaam Lepidochelys betekent vrij vertaald geschubde schildpad en is een samenstelling van Oudgrieks λεπίς (lepis), 'schub' en χέλυς (chelus), 'schildpad'.
De soort wordt in de Nederlandse taal ook wel Kemps schildpad genoemd. In andere talen wordt de schildpad ook vaak Kemps schildpad genoemd, zoals het Franse 'Tortue de Kemp'. In de Engelse taal wordt de schildpad 'Kemp's ridley sea turtle' genoemd, de naam 'ridley' wordt gebruikt voor beide soorten uit het geslacht Lepidochelys. In het Spaans staat de soort bekend onder de naam papegaai-schildpad (turtuga lora) of bastaardschildpad (tortuga bastarda). Ook in het Duits wordt de naam bastaardschildpad gebruikt (Atlantik-bastardschildkröte).
Vroeger dacht men wel dat de Kemps schildpad, alsmede de warana, kruisingen zouden zijn van een soepschildpad en een onechte karetschildpad. Dergelijke kruisingen tussen twee soorten worden een bastaardsoort genoemd. Tegenwoordig is dit idee achterhaald.
Lange tijd werd Kemps schildpad als een Atlantische variatie gezien van de warana, pas vrij recentelijk bleek dat het twee aparte soorten betreft. De Nederlandse bioloog Leo Brongersma was al begin jaren zeventig overtuigd van het feit dat Kemps zeeschildpad als een aparte soort zou moeten worden gezien. Kemps zeeschildpad is door Karl Patterson Schmidt ook weleens beschreven als een ondersoort (Lepidochelys olivacea kempi), die de soortnaam hierbij abusievelijk met een enkele 'i' spelde.

## Verspreiding en habitat

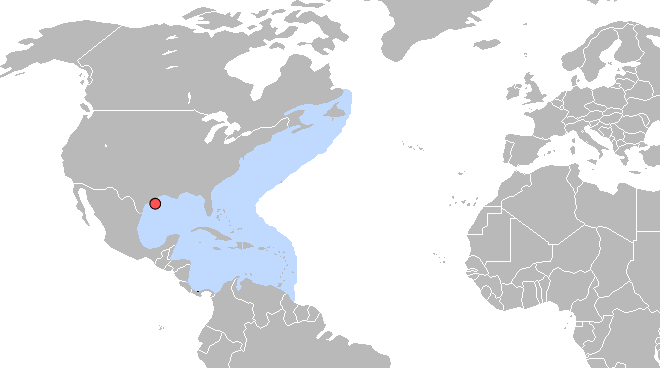
Verspreidingsgebied in het blauw.

Kemps zeeschildpad heeft in vergelijking met andere zeeschildpadden een klein verspreidingsgebied dat zich beperkt tot het noordwestelijke deel van de Atlantische Oceaan, meer specifiek de Golf van Mexico. De schildpad komt voornamelijk voor langs het kustgebied tussen noordelijk Mexico en zuidelijk Texas in de VS. De noordelijkste waarnemingen stammen van zuidelijk Canada. In de Verenigde Staten komt Kemps zeeschildpad voor langs de kust van de staten Alabama, Connecticut, Delaware, Florida, Georgia, Louisiana, Maine, Maryland, Massachusetts, Mississippi, New England, New Hampshire, New Jersey, New York, North Carolina, South Carolina, Texas en Virginia.
Kemps zeeschildpad is daarnaast bekend van de oostkust van de Atlantische Oceaan zoals in de landen Groot-Brittannië (Scilly-eilanden, Kanaaleilanden), Frankrijk, Spanje en de Azoren die tot Portugal behoren. Kemps zeeschildpad wordt af en toe waargenomen in de Middellandse Zee.
In Afrika is de schildpad aangetroffen in Mauritanië. Ook in andere delen van Afrika zou de soort zijn gevonden maar deze waarnemingen zijn twijfelachtig.
De volwassen schildpad heeft een voorkeur voor krabben als voedsel en blijft dicht bij de kust waar de krabben leven. De habitat bestaat uit ondiepe, rotsachtige delen langs de waterlijn.
De schildpad brengt bijna negentig procent van zijn tijd onder water door. De juvenielen kunnen niet meer dan een paar meter duiken, volwassen exemplaren duiken vaak niet meer dan ongeveer 50 meter. De juvenielen verblijven vaak in ondiepe delen van de zee met een zanderige tot modderige ondergrond. Ze verschuilen zich meestal in zeewierkolonies zoals matten zeegras (Zostera).

### In Nederland en België
Soms wordt deze soort gezien in de Atlantische Oceaan en heel zelden spoelt er een aan in Nederland. Dit zijn voor zover gedocumenteerd altijd jonge en levende exemplaren. Zo werd er een waarneming gedaan van een levende jonge Kemps zeeschildpad op 4 december 1954 in Scharendijke. Dit exemplaar had een schildlengte van 26,6 centimeter. Op 21 december 1970 werd eveneens een jong levend exemplaar aangetroffen op Terschelling nabij Midsland. Dit exemplaar had een schildlengte van 23,2 cm. Op 13 januari 2007 werd een levende juveniel met een schildlengte van 23,6 cm gevonden ongeveer een kilometer ten zuiden van de pier van IJmuiden. Alle drie de genoemde exemplaren zijn geprepareerd en opgenomen in de collectie van het Naturalis Biodiversity Center onder de respectievelijke nummers RMNH 10676, RMNH 16700 EN RMNH 40146.
Op 21 november 2008 werd in Westenschouwen een jong en levend exemplaar gevonden met een schildlengte van ongeveer 20 cm. Dit exemplaar werd overgebracht naar Diergaarde Blijdorp. Het dier werd eerst naar Portugal gebracht om te worden uitgezet omdat men dacht dat het een onechte karetschildpad betrof. Later werd het uitgezet in de Golf van Mexico. Op 10 december 2011 werd er een exemplaar gevonden bij de Zuid-Hollandse plaats Monster, het dier werd door medewerkers van een dierenambulance naar Sea Life in Scheveningen gebracht en 'Flip' genoemd. Flip woog 1,85 kilo en had een schildlengte van 35 cm. Op 20 december 2014 werd een exemplaar van ongeveer 30 cm en een gewicht van 2,9 kilo gevonden op het strand nabij Den Helder. Het dier was ernstig ziek en overleed korte tijd later. Op 6 december 2021 spoelde een levend jong exemplaar aan op Walcheren. Op 17 december 2023 is een exemplaar gevonden op het strand van Zoutelande. Het dier is overgebracht naar Diergaarde Blijdorp in Rotterdam.

Op 6 januari 2012 spoelde op de Belgische kust een dood exemplaar aan bij Oostduinkerke. Het dier had een schildlengte van onder de 25 centimeter wat suggereert dat het tussen de twee en vier jaar oud was. Dit is de enige bekende vondst in België.

## Uiterlijke kenmerken

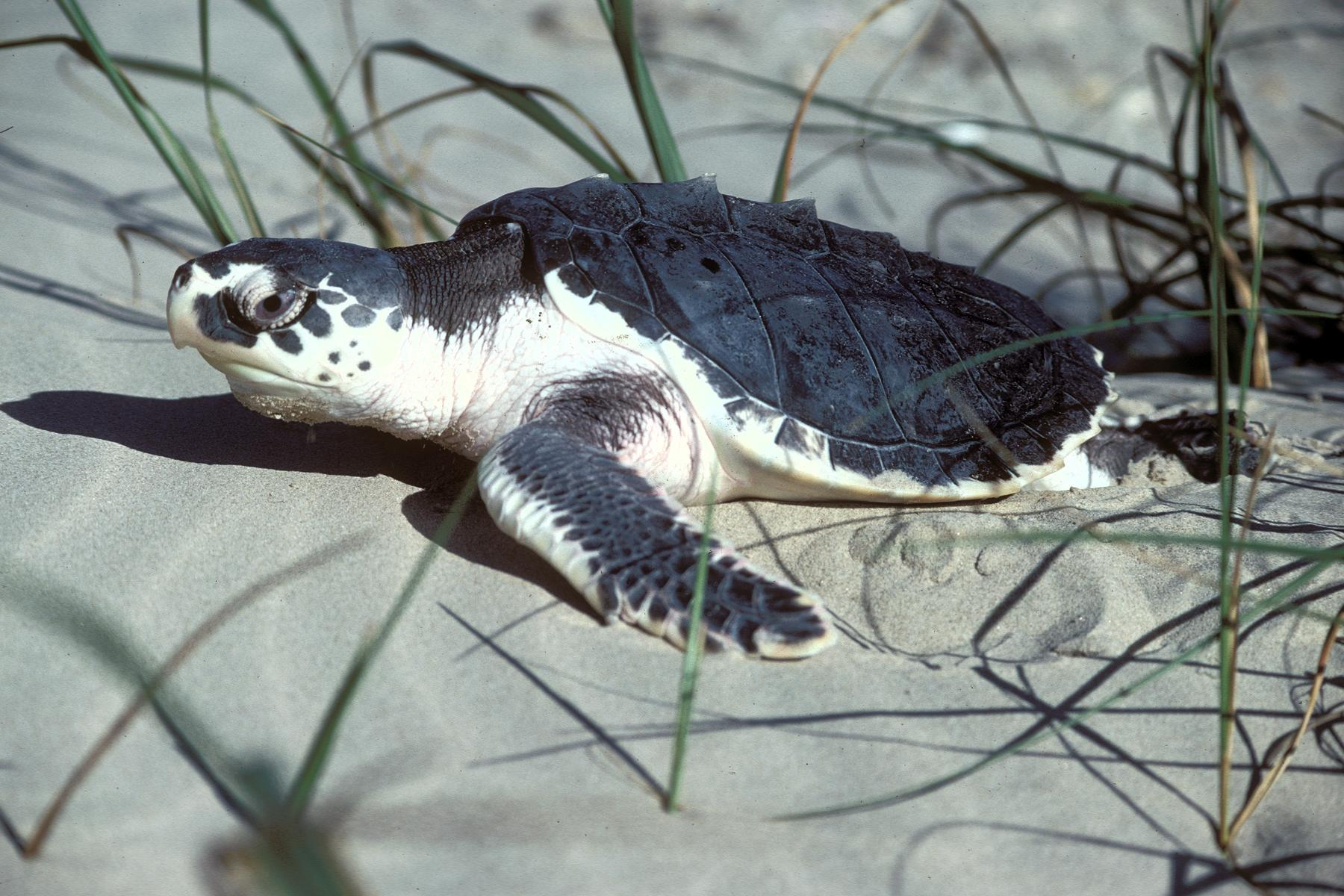
Een subadult exemplaar uit Texas.

Kemps zeeschildpad is de kleinste zeeschildpad ter wereld en bereikt een maximale schildlengte van 75 centimeter en een lichaamsgewicht tot 48 kilo. Gemiddeld wordt de schildpad ongeveer 66 tot 70 centimeter lang en het gemiddelde lichaamsgewicht is ongeveer 27 tot 40 kilo.

### Kop, poten en staart
De huid van de kop, poten en staart is geel- tot witgrijs van kleur. Bij de jongere exemplaren zijn de kleuren donker, later kleurt de huid lichter.
De botten van de kop van de twee Lepidochelys-soorten verschillen van andere zeeschildpadden doordat de frontaalplaten ongeveer in het midden van de oogkas gepositioneerd zijn. De middennaad van de prefrontaalplaten is veel korter dan de naad tussen de frontaalplaten. Vanaf de buitenzijde zijn deze botstructuren niet te zien, alleen bij het skelet van de schildpad zijn de naden zichtbaar.
Kemps zeeschildpad heeft een stompe en brede kop, de snuitpunt is wat spitser. De schildpad heeft een snavelachtige, op een papegaaiensnavel lijkende bek zoals de karetschildpad (Eretmochelys imbricata) maar mist de zwarte vlekken van deze laatste soort. Aan de bovenkaak is langs de rand van de bek een opstaande richel aanwezig. De kaken zijn geschikt om prooien te kraken en te vermalen. Dit is een aanpassing aan het dieet van relatief harde prooien zoals krabben. Op de kop zijn verschillende schubben aanwezig die verschillen in configuratie met die van andere soorten zeeschildpadden. Boven op de kop is de frontale schub gelegen, en aan de voorzijde hiervan zijn twee paar prefrontale schubben aanwezig. Deze zijn kleiner dan de frontale schub en zijn vier- tot vijfkantig van vorm.
De poten zijn sterk peddelachtig afgeplat en hebben met name aan de voorzijde grote schubben. Op de voorpoten is steeds één klauwrestant zichtbaar, bij de mannetjes is dit wat gekromd wat dient om een vrouwtje vast te houden tijden de paring. Aan de achterpoot kunnen zowel één of twee klauwrestanten aanwezig zijn. De voorpoten worden gebruikt om het lichaam vooruit te stuwen bij het zwemmen, met de achterpoten wordt alleen gestuurd.
De staart vervult geen functie bij de voortbeweging. De staart is bij de mannetjes groter en dikker in vergelijking met de vrouwtjes.

### Rugschild

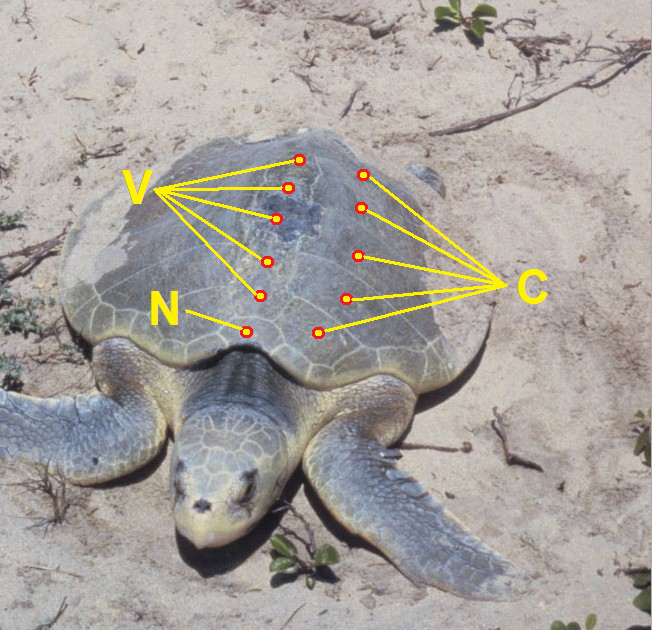
Configuratie van het rugschild:
- C= Costaalschild
- N= Nuchaalschild
- V= Ventraalschild

Het rugschild heeft een ronde vorm en is sterker afgeplat dan dat van de gelijkende warana, die een boller schild heeft dat tevens vanaf de bovenzijde bezien meer hartvormig is. Kemps zeeschildpad is de enige zeeschildpad met een nagenoeg rond schild.
Het rugschild is voorzien van vijf ventraalschilden op het midden van het schild en vijf paar costaalschilden aan weerszijden hiervan. Het voorste costaalschild raakt het nekschild of nuchaalschild aan de voorzijde van het schild. Hieraan is de soort te onderscheiden van veel andere zeeschildpadden.
De schildkleur is meestal groen tot groengrijs, het schild is breder dan lang, althans bij de volwassen exemplaren. De schilden aan de achterzijde van het schild hebben een naar achter wijzende punt. Er zijn altijd vijf wervelschilden, waarvan de voorste en de achterste altijd breder dan lang, terwijl de wervelschilden 2, 3 en 4 meestal juist langer dan breed zijn. Tussen het vierde en vijfde wervelschild is soms een kleiner extra wervelschild aanwezig. Op het midden van de wervelschilden is een opstaande kiel aanwezig. Het voorste paar ribschilden raakt het nekschild aan de voorzijde. Aan de schildrand zijn twaalf tot veertien marginalen aanwezig aan elke zijde, dus 24 tot 28 in totaal.

### Buikschild
De buikzijde en de benen brug die het rugschild met het buikschild verbindt zijn altijd wit van kleur en niet gevlekt. De vier schilden aan de brug worden wel de inframarginale schilden genoemd. Ieder schild heeft een porie die aan de achterrand is gepositioneerd. Deze poriën zijn klieruitgangen, de functie van de klieren is niet bekend maar vermoed wordt dat de schildpadden geurstoffen laten vrijkomen om soortgenoten te lokken.
De buikschilden hebben de volgende plastronformule; gul > an >< fem > abd > pect > hum. Soms is tussen de anaalschilden aan de achterzijde een klein interanaalschild aanwezig. Ook komen soms één of twee intergulairschilden voor.

### Onderscheid met andere soorten
Bij de sterk gelijkende warana (Lepidochelys olivaceus) zijn steeds zes tot negen costale schilden aanwezig. De warana is de enige zeeschildpad die een ongelijk aantal ribschilden kan hebben aan de beide zijden van het rugschild. De warana wordt daarnaast groter en heeft een meer ronde vorm van het rugschild. De bek van Kemps zeeschildpad is daarnaast meer papegaaiachtig.
De soort is van de onechte karetschildpad en de karetschildpad te onderscheiden door de kleur van het schild; deze is bij eerstgenoemde twee soorten namelijk altijd bruin en nooit grijs. De soepschildpad en de platrugzeeschildpad zijn te herkennen aan het enkele paar preoculaire schubben in plaats van twee.

## Voedsel en vijanden
De juvenielen leven deels van zeewier, zwemmende kleine krabben die zich aan de oppervlakte bevinden en mossels die tussen het zeewier leven. Naarmate de dieren ouder worden gaan ze steeds meer vlees eten en daarnaast zoeken ze hun prooien meer op de bodem van de zee.
De volwassen Kemps zeeschildpad is een carnivoor die voornamelijk leeft van krabben. Daarnaast worden tweekleppigen, garnalen, slakken, kwallen, zeesterren en vissen gegeten. Een klein deel van het menu bestaat uit plantaardig materiaal. In vergelijking met andere in zee levende schildpadden eet Kemps zeeschildpad voornamelijk harde prooien. De lederschildpad bijvoorbeeld eet kwallen en de karetschildpad leeft voornamelijk van sponsdieren.
Volwassen exemplaren hebben vrijwel geen vijanden meer. Alleen van grotere haaien is bekend dat ze het dier aanvallen. Zelfs de vrouwtjes die overdag aan land komen hebben weinig te vrezen van andere dieren omdat ze te groot en te zwaar zijn.
De kleine schildpadjes komen 's nachts uit het ei om aan de vele overdag actieve vijanden zoals zeevogels te ontsnappen. Ze zijn volkomen weerloos en hierdoor worden vele exemplaren opgegeten door allerlei dieren die in de zee of op het strand leven.

## Voortplanting en ontwikkeling

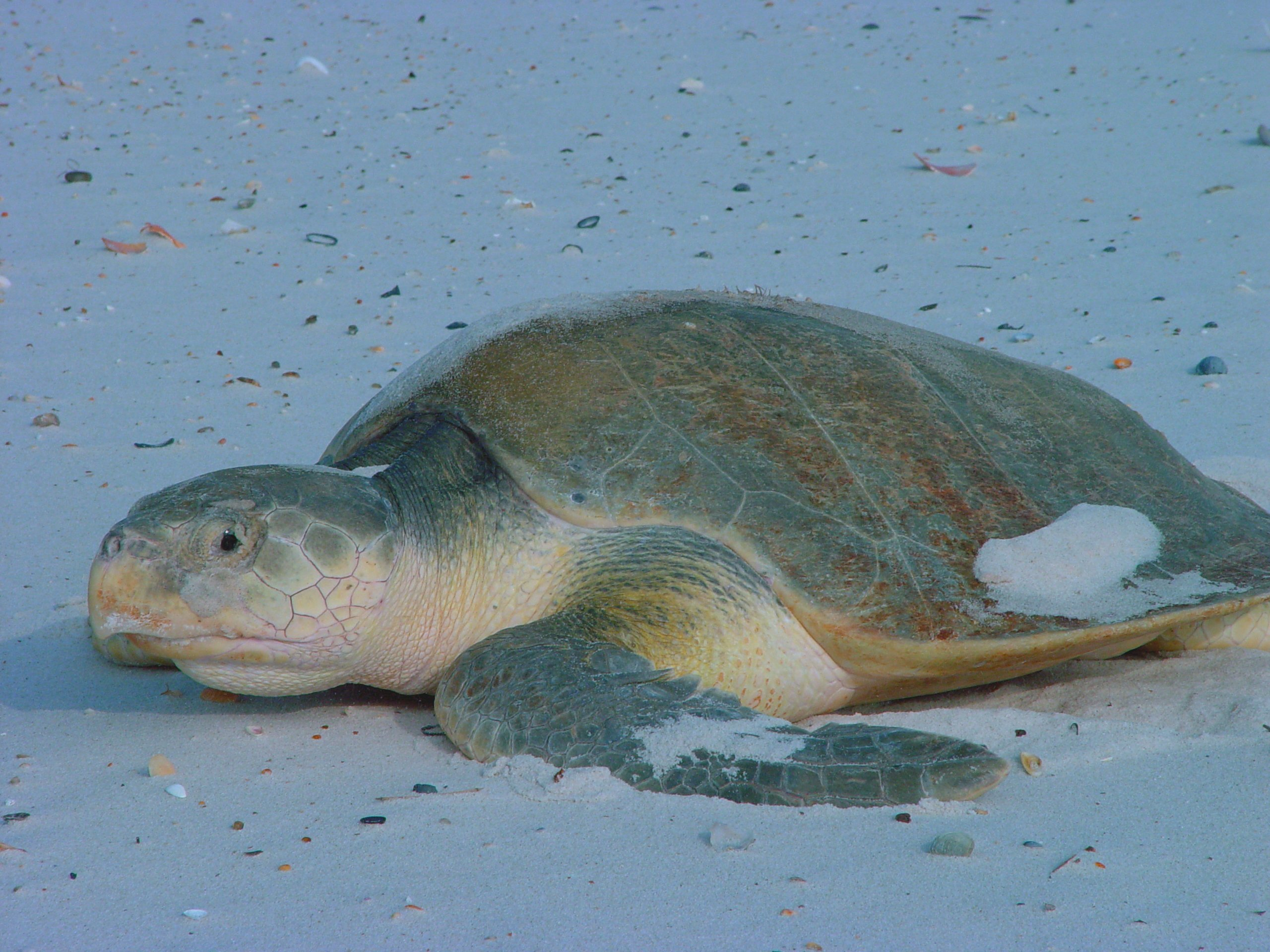
De vrouwtjes komen overdag aan land, in tegenstelling tot de meeste andere zeeschildpadden.

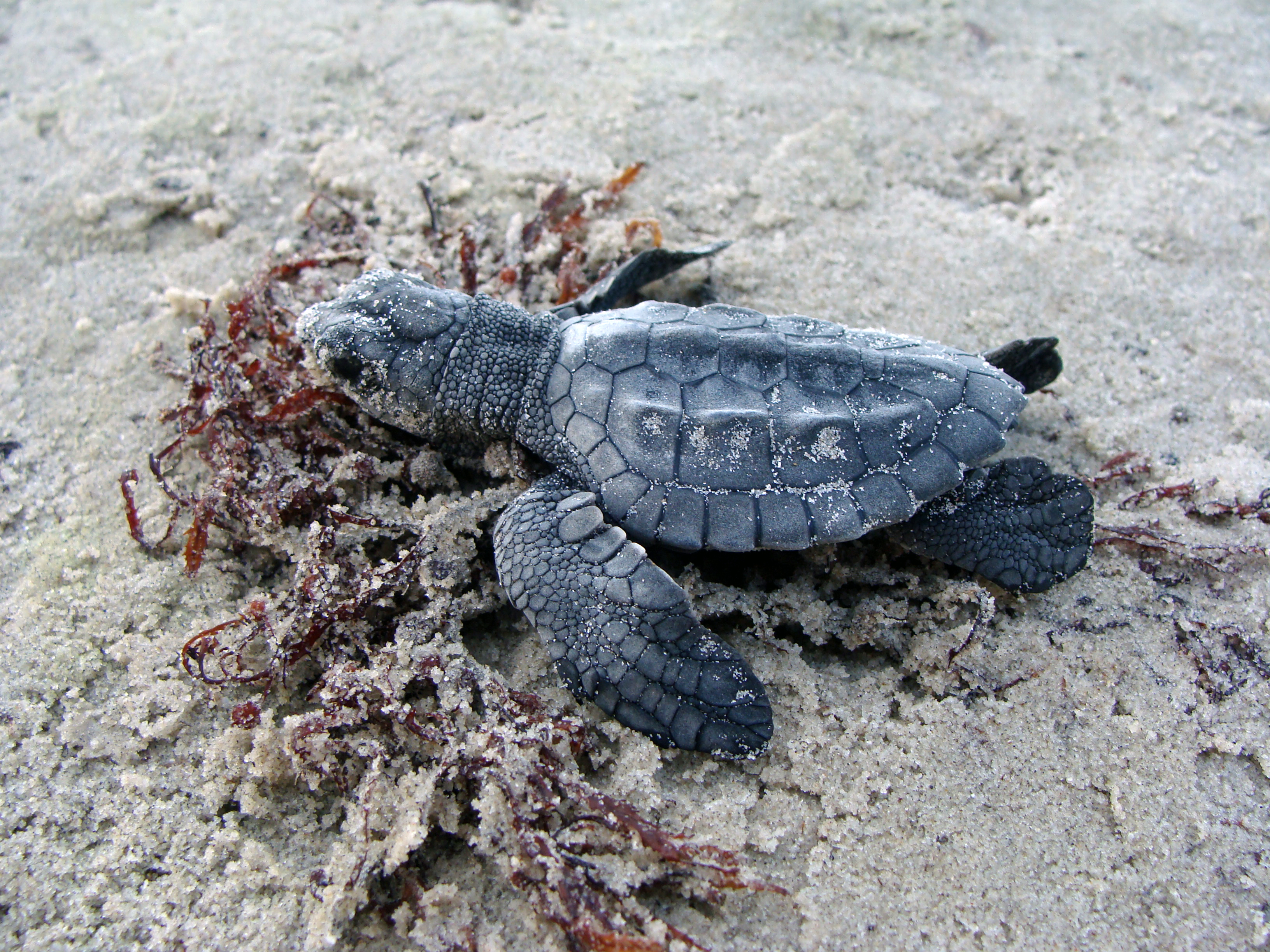
De juvenielen hebben relatief grote ledematen en een grote kop.

Kemps zeeschildpad is net als andere schildpadden eierleggend, de vrouwtjes zetten niet elk jaar eieren af maar meestal om het jaar. Zo kunnen ze op krachten komen na een succesvol voortplantingsseizoen.
De vrouwtjes verzamelen zich in grote groepen voor de kust. Ze zetten hun eieren gesynchroniseerd af op stranden in de Mexicaanse staat Tamaulipas. Ze komen vrijwel allemaal tegelijkertijd aan land wat een indrukwekkend gezicht is. Deze jaarlijkse toestroom van vrouwtjes wordt wel arribada genoemd, wat Spaans is voor 'aankomst'. Vroeger kwamen ze in enorme aantallen naar de legstranden om de eieren af te zetten. Een video uit de jaren zestig toont hoe bij een dergelijke massale stranding van de vrouwtjes een groot deel van het strand is bedekt met schildpadden. In 1945 werden tot 40.000 exemplaren op één dag waargenomen. Vandaag de dag komen dergelijke massale invasies niet meer voor omdat de soort sterk in aantal is achteruitgegaan.
De drie belangrijkste legstranden zijn te vinden in de buurt van de steden Rancho Nuevo, Tepehuajes en Barra del Tordo. Soms worden nesten op andere stranden aangetroffen zoals rond de stad Veracruz ten noorden van Tamaulipas op stranden in de Amerikaanse staat Texas. In Texas worden meestal nesten gevonden in het zuiden, maar soms ook wel in het noorden. Zelden worden nesten aangetroffen in de staten North Carolina, South Carolina en Florida.
Het hoogtepunt van het voortplantingsseizoen, waarin de meeste nesten worden gegraven, is in de maanden mei en juni. De vrouwtjes zetten overdag hun eieren af, in tegenstelling tot de meeste andere zeeschildpadden die 's nachts aan land komen. Alleen de verwante warana komt eveneens overdag aan land om de eieren af te zetten.
Per seizoen legt een vrouwtje twee tot drie legsels in een zelfgegraven nest, het nest wordt gegraven in het losse zand op het strand. Een legsel bevat gemiddeld 90 eieren. De eieren zijn wit van kleur en rond van vorm, ze zijn bedekt met slijm zodat ze niet beschadigd raken als ze op elkaar vallen bij de eiafzet. Als er al te veel vrouwtjes op dezelfde plek hun eieren begraven hebben is er een kans dat oudere nesten weer worden opgegraven waarbij de eieren worden geëxposeerd.
De juvenielen zijn geheel grijszwart van kleur, de lichtere kleur aan de buikzijde ontstaat pas later. Als ze uit het ei kruipen rennen ze zo snel mogelijk naar de zee. De eerste 24 tot 48 uur zijn ze continu aan het zwemmen naar de open zee. Na ongeveer 10 tot 35 jaar is de schildpad volwassen. Het volwassen dier is ongeveer tweeduizend keer zo zwaar als een net uit het ei geslopen schildpadje. In de natuur bereikt de schildpad waarschijnlijk een leeftijd van ongeveer 50 jaar.

## Bedreiging en bescherming

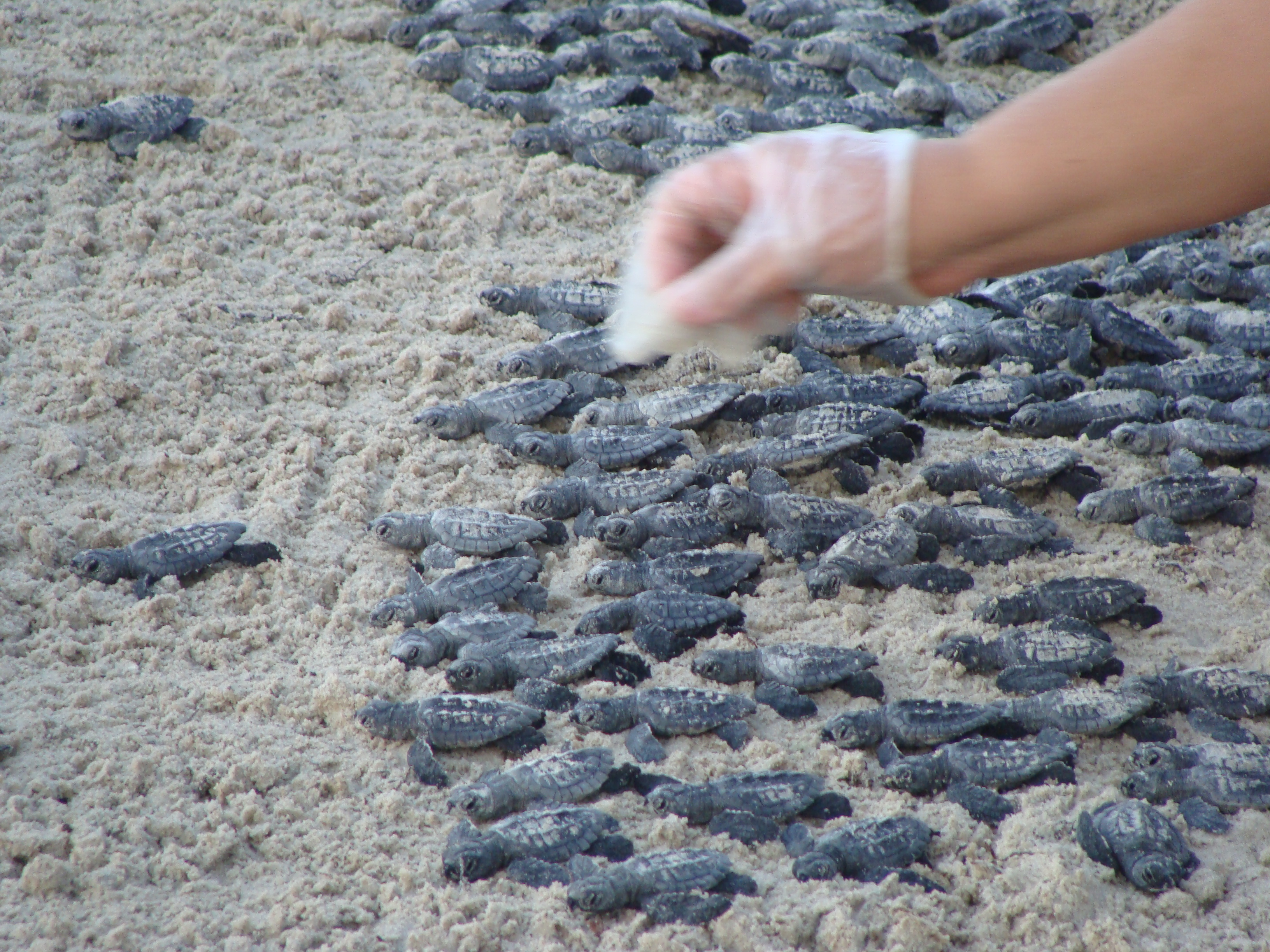
Kleine schildpadjes worden onder begeleiding vrijgelaten.

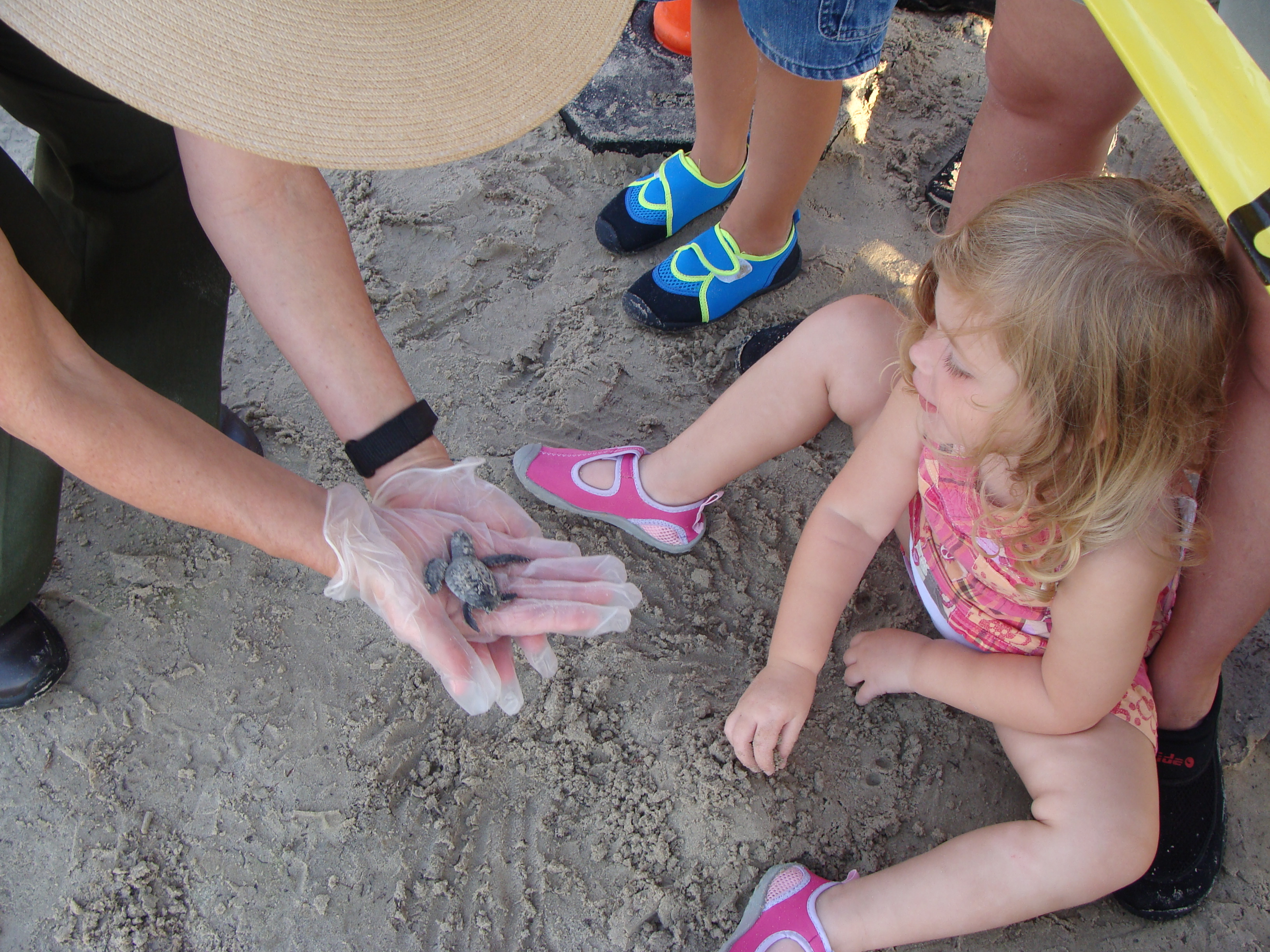
National Park Ranger Suzy Evans toont een zeer jong exemplaar aan een meisje, vlak voordat het samen met vele soortgenoten wordt uitgezet.

De beschermingsstatus van de schildpad werd lange tijd omschreven als 'bedreigd' (endangered of EN) maar de soort wordt tegenwoordig beschouwd als ernstig bedreigd (Critically endangered of CR).
Doordat de vrouwtjes gesynchroniseerd in groten getale naar de legstranden komen zijn ze kwetsbaar voor stropers. Op drie stranden in de Mexicaanse staat Tamaulipas worden jaarlijks enorme hoeveelheden eieren afgezet. Dit was bij de plaatselijke bevolking al lang bekend en zij groeven een deel van de eieren op en ook een aantal volwassen vrouwtjes werden jaarlijks gevangen en geslacht voor eigen consumptie. In de jaren zestig werden de stranden echter ontdekt door commerciële bedrijven en stropers slachtten jarenlang de schildpadden af en ook zijn vele nesten geplunderd. Het oorspronkelijke aantal van 40.000 vrouwtjes was in de jaren zeventig gedaald naar ongeveer 4000.
Eind jaren zestig greep de Mexicaanse regering in en stuurde bewakers naar de stranden om te patrouilleren. De regering nam geen halve maatregelen en stuurde soldaten met machinepistolen die alle neststranden bewaakten. Hierdoor werd de stroperij effectief gestopt.
Tussen 1978 en 1991 werden door ongeveer 200 vrouwtjes nesten afgezet. Tegenwoordig gaat het beter met de soort en vertoont het aantal exemplaren een voorzichtig begin van herstel. In 2005 werd het aantal nestelende vrouwtjes geschat op 10.000 en ook zijn er meer legstranden ontdekt. In 2004 werd een recordaantal van 42 nesten aangetroffen langs de kust van Texas.
Naast het vangen van de schildpadden zelf of de eieren wordt de soort bedreigd doordat vele exemplaren in visnetten terechtkomen, vooral in die van garnalentrawlers. In een schatting uit 2002 werd vermoed dat jaarlijks 500 tot 5000 exemplaren worden gedood door alleen al de netten van garnalentrawlers. Om de schildpadden te beschermen zijn grote visserijschepen zoals garnalentrawlers verplicht om bepaalde aanpassingen aan hun netten te doen. Deze bestaan uit zogenaamde turtle excluder divices (TED's), dit zijn kleppen waardoor de schildpad uit het visnet kan ontsnappen.
De schildpadden worden daarnaast regelmatig overvaren door grote zeeschepen. Ook vervuiling heeft een negatieve invloed; soms worden plastics aangezien voor een prooi, waarna ze worden ingeslikt. Dit kan tot verstoppingen van het maag-darmstelsel leiden. Ook door de mens geïnduceerde vervuilingen zoals olielozingen en algenbloei hebben een negatieve invloed. Algenbloei wordt veroorzaakt door het lozen van stikstofverbindingen in de zee door landbouwactiviteiten. Ten slotte is de verstedelijking van de kust van de streken waar de schildpad voorkomt een steeds groter wordend probleem. Omdat de stranden langs de stedelijke gebieden steeds drukker worden, is de kans dat de nesten worden aangetast vergroot, bijvoorbeeld door de voertuigen van schoonmaakploegen.

Projecten om de schildpad op te kweken om ze voor uitsterven te behoeden, zoals bij de soepschildpad, zijn er nog niet.
Een belangrijke bedreiging voor Kemps zeeschildpad is de activiteit van verschillende oliemaatschappijen die olieboringen doen in de Golf van Mexico. In 1979 veroorzaakte de blowout van de Ixtoc I een enorme olieramp. De olieramp veroorzaakt door de Deepwater Horizon in 2010 vond eveneens in het natuurlijke leefgebied van deze soort plaats, en vele exemplaren werden hier het slachtoffer van.